# Millplophrys
Millplophrys Platnick, 1998 è un genere di ragni appartenente alla famiglia Linyphiidae.

## Distribuzione
Le due specie oggi attribuite a questo genere sono state rinvenute in Asia sudorientale: M. pallida è un endemismo della Thailandia, e M. cracatoa è un endemismo dell'isola di Krakatau.

## Tassonomia
Questo genere è stato ridenominato a seguito di un lavoro dell'aracnologo Platnick del 1998, che ha sostituito la precedente denominazione Diplophrys Millidge, 1995, in quanto già occupata da Diplophrys Barker, 1868, genere di foraminiferi della famiglia Lagynidae Schultze, 1854
A dicembre 2011, si compone di due specie:
- Millplophrys cracatoa (Millidge, 1995) — Krakatoa
- Millplophrys pallida (Millidge, 1995)[3] — Thailandia